# Општина Таља (Прахова)
Таља (рум. Talea) општина је у Румунији у округу Прахова.
Oпштина се налази на надморској висини од 538 m.